# Seán Barrett (Politiker)

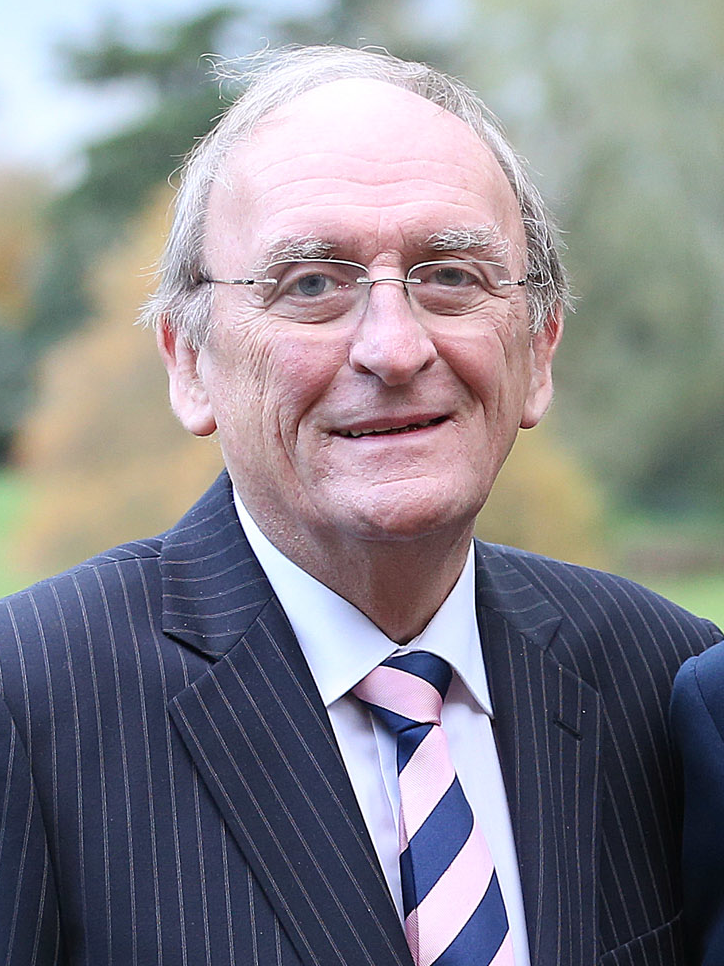
Seán Barrett (2015)

Seán Barrett (irisch Seán Ó Bairéad, * 9. August 1944 in Dún Laoghaire) ist ein irischer Politiker (Fine Gael).
Barrett wuchs in Dún Laoghaire auf. Er gehörte dem Stadtrat von Dublin (Dublin City Council) für elf Jahre an und war in dieser Zeit von 1981 bis 1982 dessen Vorsitzender. Im Jahr 1981 wurde Barrett erstmals in den Dáil Éireann, das Unterhaus des irischen Parlaments, gewählt. Nach mehreren erfolgreichen Wiederwahlen verzichtete er 2002 auf eine erneute Kandidatur. Als Abgeordneter (Teachta Dála) hatte er von 1982 bis 1987 verschiedene Staatsministerposten inne, war Chief Whip sowie vom 15. Dezember 1994 bis zum 23. Mai 1995 Staatsminister im Verteidigungsministerium, bevor er vom 23. Mai 1995 bis zum 26. Juni 1997 Minister für Verteidigung und Marine wurde. Am 24. Mai 2007 wurde Barrett erneut für seine Partei in den Dáil Éireann gewählt.
Von 2005 bis 2006 war er Präsident des Bective Rangers Rugby Club. Er ist verheiratet und hat fünf Kinder. Die Familie lebt in Killiney, County Dublin.